# Volfango
Volfango  è un nome proprio di persona italiano maschile.

## Varianti
- Maschili: Wolfango[1][3], Volfgango[4]
- Femminili: Volfanga[1], Wolfganga[1]

### Varianti in altre lingue
- Catalano: Wolfang[5], Wolfgang[5]
- Germanico: Wolfgang[6], Vulfgang[6][7], Wolfkang[6]
- Spagnolo: Wolfango[5]
- Tedesco: Wolfgang[1][7]
  - Ipocoristici: Wolf[7]

## Origine e diffusione

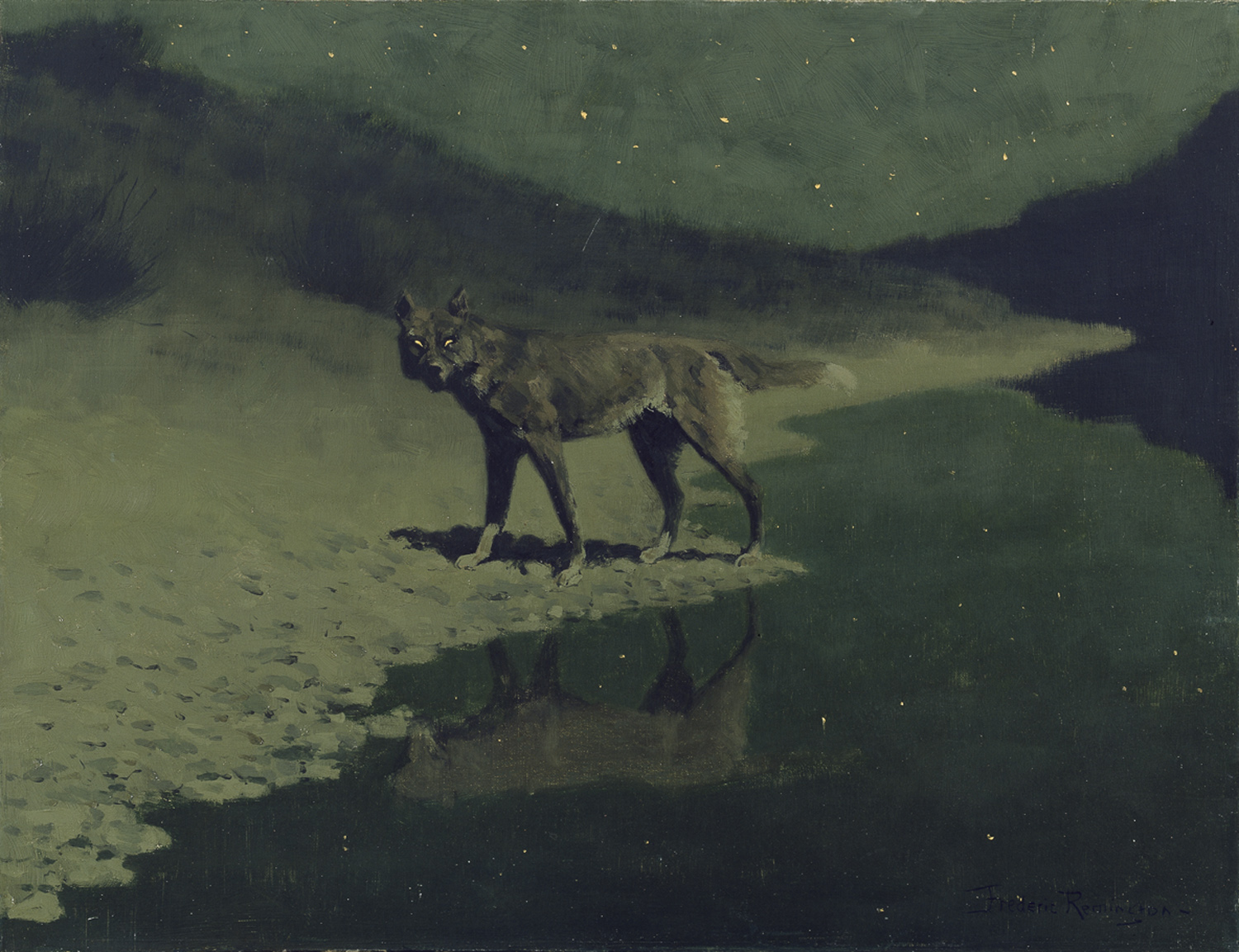
Un lupo in un dipinto di Frederic Remington

Si tratta di un adattamento fonetico del nome tedesco Wolfgang, derivante dal nome germanico Vulfgang; esso è composto da wulf (o wulfa, "lupo") e gang ("sentiero", "passo"), e può quindi essere interpretato come "[colui che avanza a] passo di lupo", "che procede come un lupo", "colui che avanza sul sentiero del lupo" o anche "lupo che va [in battaglia]". Il primo elemento, diffuso in molti nomi di origine germanica, si ritrova anche in Adolfo, Arnolfo, Volframo, Ulrico, Rodolfo e altri.
Il nome era poco diffuso fino al Medioevo, allorché venne popolarizzato in Austria e Baviera grazie alla venerazione verso san Volfango. Ha poi raggiunto notorietà internazionale grazie al compositore Wolfgang Amadeus Mozart e allo scrittore e poeta Johann Wolfgang von Goethe, ed è ad oggi un nome abbastanza diffuso nei paesi di lingua tedesca. In Italia è attestato nel Centro-Nord, anche nella forma tedesca originale, diffusa in Alto Adige.

## Onomastico
L'onomastico viene festeggiato il 31 ottobre in memoria di san Volfango, vescovo di Ratisbona.

## Persone

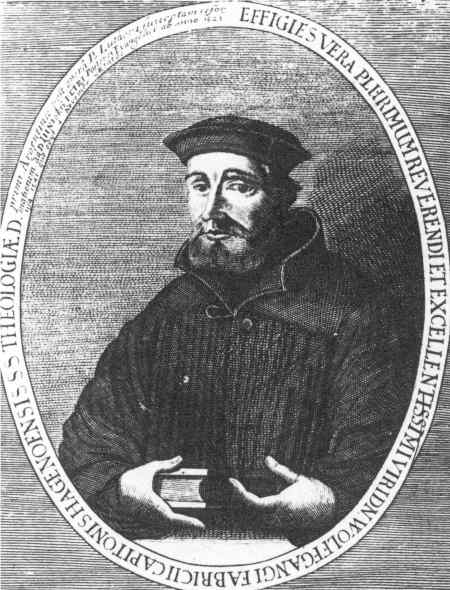
Volfango Capitone

- Volfango di Ratisbona, vescovo e santo tedesco
- Volfango del Palatinato-Zweibrücken, conte palatino di Zweibrücken
- Volfango Capitone, riformatore tedesco
- Volfango De Biasi, regista e sceneggiatore italiano
- Volfango Frankl, architetto italiano
- Volfango Polverelli, avvocato e imprenditore italiano

### Variante Wolfango
- Wolfango Giusti, docente, traduttore e slavista italiano
- Wolfango Pietro Parolari, architetto e ingegnere austro-ungarico
- Wolfango Peretti Poggi, pittore italiano
- Wolfango Zappasodi, politico italiano

### Variante Wolfgang

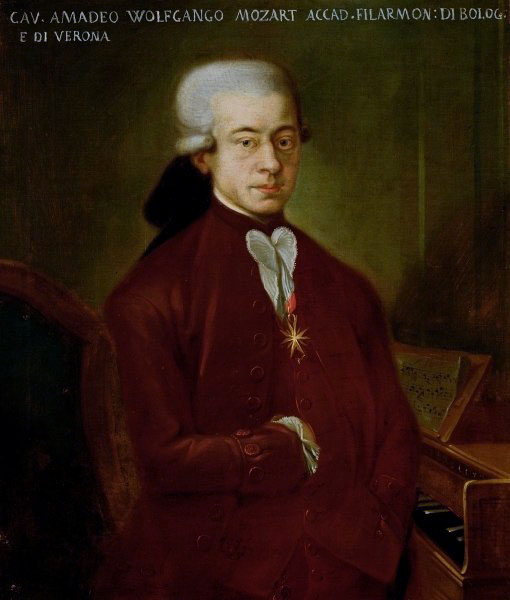
Wolfgang Amadeus Mozart

- Wolfgang Borchert, scrittore tedesco
- Wolfgang Hoppe, bobbista tedesco
- Wolfgang Ketterle, fisico tedesco
- Wolfgang Amadeus Mozart, compositore austriaco
- Wolfgang Pauli, fisico austriaco
- Wolfgang Reitherman, animatore e regista tedesco
- Wolfgang Sartorius von Waltershausen, geologo e astronomo tedesco
- Wolfgang Schutzbar, Gran Maestro dell'Ordine Teutonico
- Johann Wolfgang von Goethe, drammaturgo, poeta, scrittore, teologo, filosofo e umanista tedesco
- Wolfgang von Trips, pilota automobilistico tedesco